# 江映蓉
江映蓉（1988年2月1日—），中国唱跳Live歌手、網路直播歌手，于2009年参加湖南卫视主办的快乐女声歌唱比赛，最终获得全国总冠军。擅长领域宽广，被誉为有舞台范和动感火辣十足的偶像歌手。毕业于北京现代音乐研修学院欧美流行演唱系。 其音乐风格以舞曲为主。已发行《坏天使》，《女人帮》，《发生秀》，《我不是我》，《WHY NOT》五张唱片。代表作品包括影视歌曲《练习题》，《再多一天》，《空位》，2011年快乐女声主题曲《武装》等。其歌迷被称为萤火虫。2021年參與乘風破浪的姐姐（第二季）。

## 生平

### 早年经历
江映蓉出生于四川省成都市，父亲是军人，后下海经商。小时候的她过着无忧无虑的生活，然而12岁那年父母离异，从此跟随母亲生活。15岁时江映蓉选择从高中退学，转而进入四川省艺术学校学习音乐，同时通过父亲的介绍开始在成都著名的酒吧“音乐房子”接受老板陈迪的指导。2006年江映蓉考入北京现代音乐研修学院欧美流行演唱系。

### 选秀历程
江映蓉的音乐历程始于2007年的“大学生音乐节”。在那届比赛中她一鸣惊人，从300位大学生选手中脱颖而出，第一个入围20强，之后一路过关斩将，在9月14日的总决赛中成为终极4强之一。比赛结束后，江映蓉签约派格太合并休学一年，同时凭借比赛中的优异表现，在当年年底的“大学生音乐节”颁奖典礼上获得“校园最具潜力女歌手奖”，并为电影《命运呼叫转移》演唱插曲《七月》。
2008年，江映蓉在江苏卫视“绝对唱响”比赛中入围北京赛区8强，不过在随后的8进2比赛中失利，未能进入全国30强。之后她改掉了浮躁的心态，在合约期满后回到了学校。2009年2月，在第四届“中国网络音乐节”中获得第4名和铜奖。
2009年湖南卫视“快乐女声”比赛开始后，身为成都赛区选手的江映蓉从一开始就展现出强大实力，一帆风顺进入全国10强。之后她逐渐显露出冠军相，先后三次夺得周冠军。最终在9月4日的全国总决赛中，当之无愧地成为“2009快乐女声”总冠军。

### 赛后发展
赛后江映蓉成为了天娱传媒的重点培养对象，于11月底飞赴美国接受了为期10天的舞蹈训练。2010年9月13日，她推出了个人首张专辑《坏天使》，在这张舞曲风格的作品中充分展示了自己性感热辣的一面。2011年9月16日，新EP《女人帮》正式发行。
2018年起簽約鬥魚TV直播平台作為常態性網路歌手。

## 参赛经历
- 2007年“2007大学生音乐节”终极4强。
- 2008年江苏卫视“绝对唱响”北京赛区8强。
- 2009年2月，第四届“中国网络音乐节”全国第4名和铜奖。
- 2009年湖南卫视“快乐女声”全国总冠军。
- 2011年东方卫视“舞林大会”第三季亚军。
- 2016年中央电视台《星光大道超级版》冠军
- 2021年乘風破浪的姐姐 (第二季)

## 作品

### 专辑 / EP
- 2010年9月13日，专辑《坏天使》（天娱传媒）
- 2011年9月16日，EP《女人帮》（天娱传媒）
- 2013年3月19日，EP《發生秀Fashion Show》（天娱传媒）
- 2015年9月17日，EP《我不是我》（天娱传媒）
- 2017年1月4日，EP《WHY NOT》（天娱传媒）
- 2019年9月16日，专辑《10》（乐动时代（北京）文化传播有限公司）
- 2021年10月29日EP《Princess Charming大码公主》（天娱传媒）

### 单曲
- 2007年，《七月》（电影《命运呼叫转移》插曲）
- 2009年，《My name》（2009年湖南娱乐“星姐选举”主题曲）
- 2009年，《一起来挑麦》（湖南卫视“挑战麦克风”第三季主题曲）
- 2010年，《奇迹》《漂亮》（电视剧《娱乐没有圈》插曲）
- 2011年，《一不小心爱上你》（电视剧《一不小心爱上你》主题曲，与张翰合唱）
- 《321Fight》（格斗网游《地下城与勇士》第三季主题曲 *MV）
- 《Turn up the love》（与远东韵律对唱）
- 《DV》（与李斯丹妮对唱）
- 《Beautiful Light》（丰田致炫主题曲）
- 《爱如传奇》（中国首部国家非遗动漫剧《盘瓠与辛女传奇》主题曲）
- 《再多一天》（电视剧《相爱穿梭千年》插曲）
- 《空位》（电视剧《相爱穿梭千年2》插曲）

### MV
2009年
- 2009快女10强《唱得响亮》（2009快乐女声主题曲）
- 天娱群星《快乐出发》（湖南卫视2009跨年演唱会主题曲）

2010年
- 动力火车/快女5强《我爱X足球》（2010年南非世界杯公益励志歌曲）
- 江映蓉《坏天使》《练习题》《把握你的美》（专辑《坏天使》）
- 天娱群星《给力青春》（湖南卫视2010跨年演唱会主题曲）

2011年
- 张翰/江映蓉《一不小心爱上你》
- 2009快女10强《baby sister》（2011快乐女声加油歌）
- 江映蓉《热门花招》《女人帮》《武装》（EP《女人帮》）

2013年
- 江映蓉《发生秀FashionShow》 《Crazy》 《DV》

2015年
- 江映蓉《EGO 》（EP《我不是我》）
- 江映蓉《爱慢慢》（EP《我不是我》）

2017年
- Why Not（正式美国版&舞蹈练习室韩国版）
- Love Wins（个人版& LGBT素人版）
- Ting a Ling（正式非洲版）
- So Hot（舞蹈版&非洲花絮版）

### 书籍
- 《2009快乐女声星光闪耀全集9：烈焰玫瑰江映蓉》（写真集，2009年9月出版）

## 所获奖项
2007年
- 11月12日，2007大学生音乐节“校园最具潜力女歌手”

2009年
- 11月6日，第七届东南劲爆音乐榜“内地最佳新人”

2010年
- 1月26日，首届报喜鸟2009新锐艺术人物大奖“新锐表演艺术家”
- 3月28日，第十四届全球华语音乐榜中榜“最受欢迎成都艺人”
- 12月19日，第三届光线传媒音乐风云榜新人盛典“最佳舞台魅力新人”

2011年
- 1月17日，中国歌曲排行榜北京流行音乐典礼，《练习题》获“年度金曲奖”
- 1月21日，第十一届雪碧中国原创音乐排行榜“内地最优秀新人”，《练习题》获“年度金曲奖”
- 1月24日，北京财经频道“名人堂”节目“谁是80后新偶像”颁奖典礼“完美工作偶像”
- 3月26日，第四届杉杉商界时尚之夜“时尚生活青年领袖”

2012年
- 1月19日，2011年度中国歌曲排行榜颁奖典礼《女人帮》获“年度最佳EP奖”、《热门花招》获“年度金曲奖”
- 2012年第十九届东方风云榜获“最佳风格突破”大奖
- 8月获“华语榜中榜最受欢迎青春励志女歌手”奖
- 第五届金投赏年会颁奖典礼获“最具代言价值女歌手奖”
- 2012年亚洲时尚盛典获“时尚演艺明星奖”

2013年
- 5月30日荣获“MSN年度最受欢迎歌手”

2016年
- 12月8日，新京报2016年度中国时尚权力榜颁奖盛典“年度演艺圈风格人物”

2017年 
- 1月5日，2016年度酷狗繁星音乐盛典“最佳风格突破艺人奖”